# Ánne Nuorgam
Ánne Nuorgam, née le 22 décembre 1964, est une femme politique finlandaise, d'origine same. Elle est élue au Parlement sami de Finlande.
Le 10 juin 2016, elle devient membre de l'Instance permanente des Nations unies sur les questions autochtones, qu'elle préside de 2019 à 2021.

## Origines
Ánne Nuorgam naît à Veahčak, sur la rive finlandaise de la rivière Deatnu, qui fait frontière avec la Suède, au sein d'une famille same de pêcheurs de saumon ; à l'âge adulte, elle perpétue d'ailleurs cette activité en devenant la directrice des pêcheries Veahčanjárga.
Titulaire d'une maîtrise en droit, elle écrit en 2016 une thèse de doctorat sur les droits de pêche des Sami dans le bassin de la rivière Teno.

## Parlement sami
Ánne Nuorgam est élue au Parlement sami de Finlande en l'an 2000 ; au sein du Conseil sami, elle est en outre responsable de la section traiant des droits de l'homme.
À cet égard, elle participe à des commissions portant notamment sur le développement durable.

## Représentation à l'ONU
En 2015, Ánne Nuorgam est nommée par les peuples autochtones de l'Arctique en tant que membre de l'Instance permanente des Nations unies sur les questions autochtones, dont elle devient présidente le 22 avril 2019,.
Elle cherche en particulier, à ce poste, à renforcer le rôles des peuples autochtones dans la lutte contre le réchauffement climatique.
De 2015 à 2017, elle est par ailleurs membre du conseil d'administration du Fonds de contributions volontaires des Nations unies pour les peuples autochtones.